# Riccardo M Sahiti

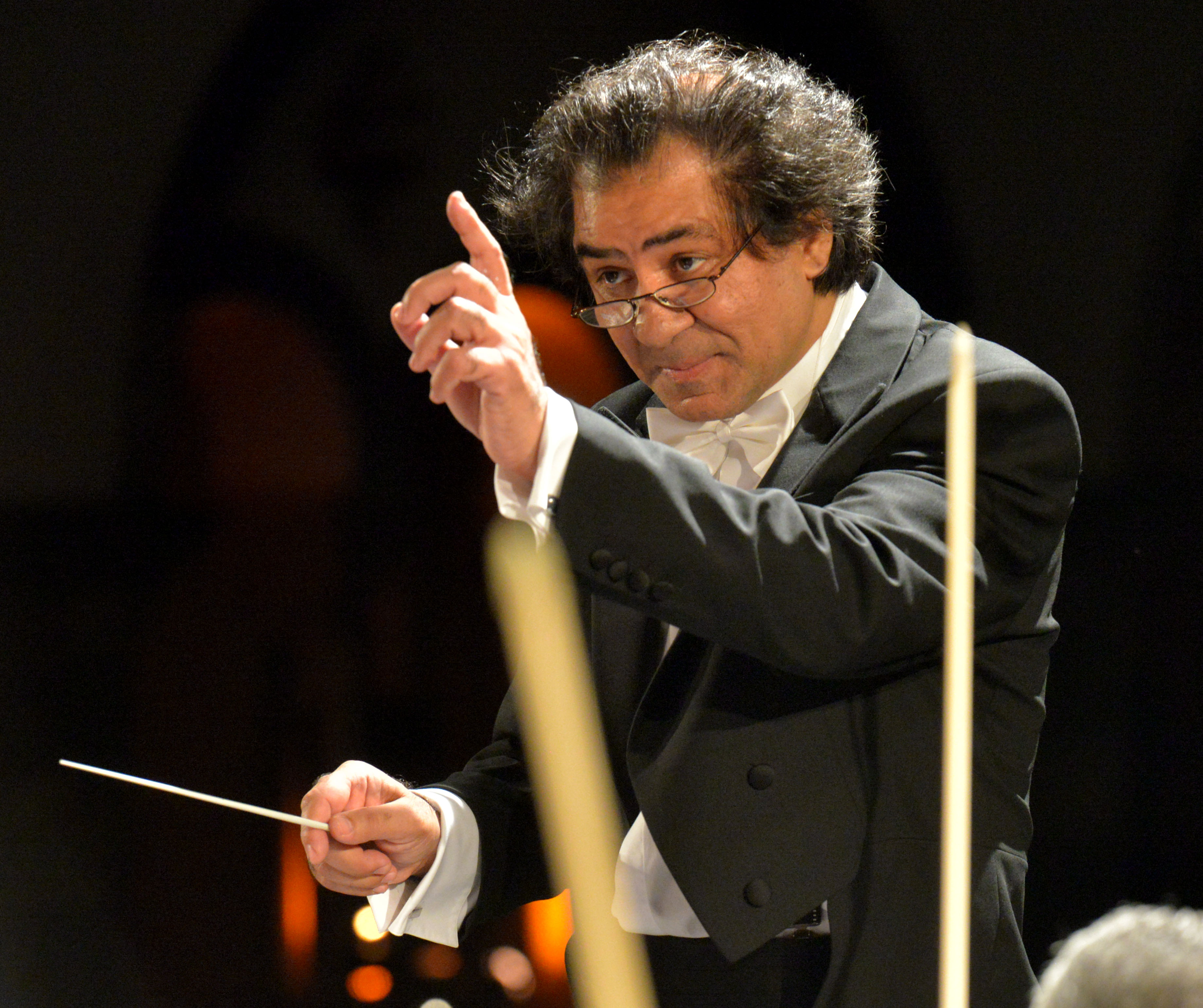
Riccardo M Sahiti im Konzert mit den Roma und Sinti Philharmonikern in der Abtei Brauweiler (2014)

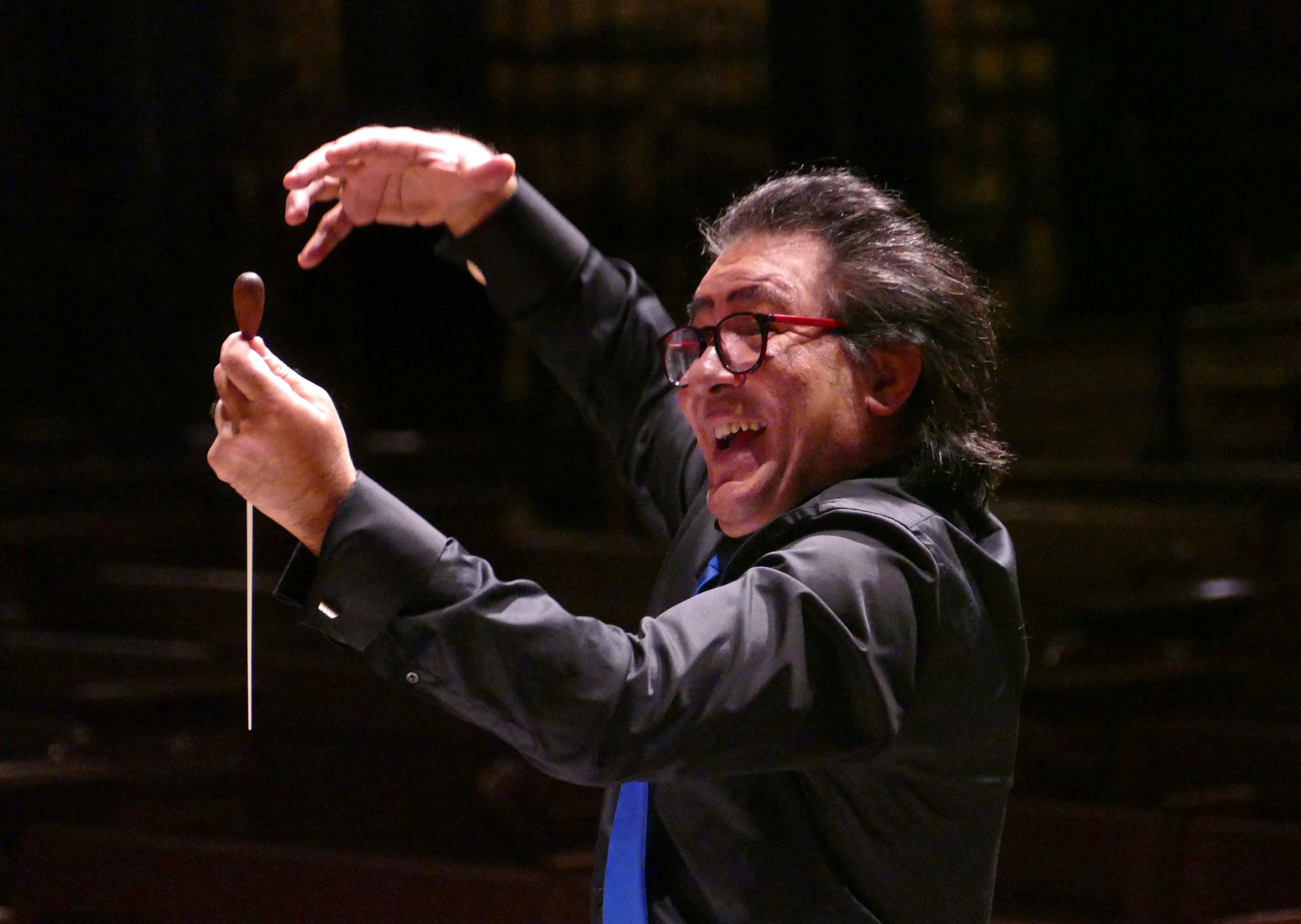
Bei Proben im Berliner Dom (Januar 2020)

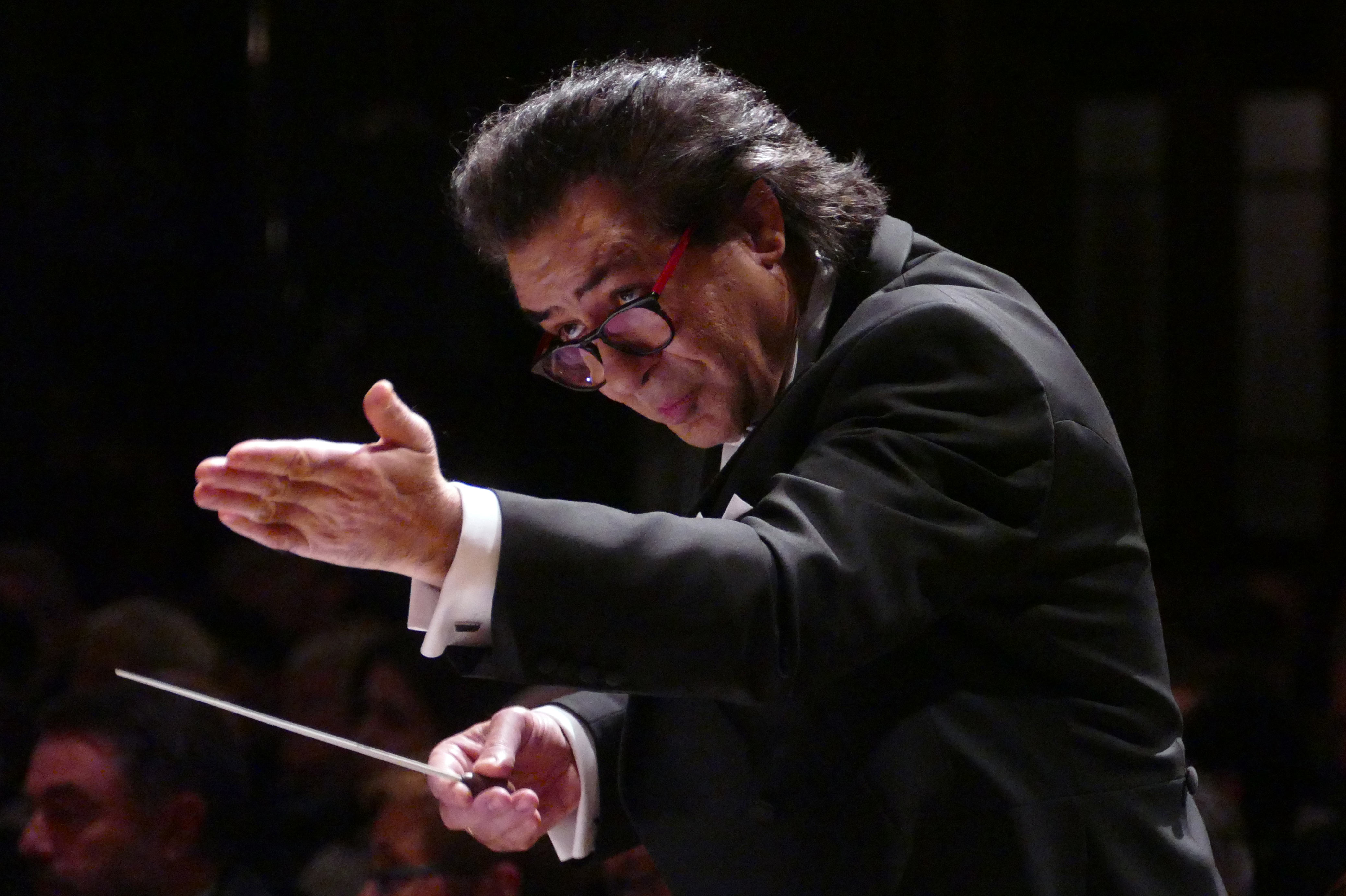
Beim Konzert im Berliner Dom (Januar 2020)

Riccardo M Sahiti (* 1961 im ehemaligen Jugoslawien) ist ein romastämmiger Dirigent. Er ist Gründer und Leiter der Roma und Sinti Philharmoniker und Träger des Bundesverdienstkreuzes.

## Leben

### Jugend, Ausbildung und erste Berufstätigkeit
Riccardo M Sahiti wuchs in Kosovska Mitrovica im damaligen Jugoslawien auf. Die Eltern schenkten ihm in seiner Jugend ein Klavier, womit sie die Voraussetzungen schufen, dass sich ihr Sohn auf ein Musikstudium vorbereiten konnte. 1981 begann er ein Studium für Musikpädagogik und Dirigieren, beides an der Fakultät für Musikkunst in Belgrad bei Dirigent, Komponist und Pianist Stanko Sepic. Beide Studiengänge schloss er mit Diplom ab. Diese Ausbildungsphase vertiefte er mit Unterstützung eines Stipendiums durch opernsinfonisches Dirigieren am Konservatorium »P. I. Tschaikowsky« in Moskau bei Juri Iwanowitsch Simonow. In Folge der tragischen Ereignisse der Jugoslawienkriege kam Sahiti nach Beendigung seines Studiums in Moskau nach Frankfurt am Main, wo er bis heute lebt und als freischaffender Dirigent und Musikpädagoge tätig ist. Dort studierte er zudem als Gasthörer an der Hochschule für Musik und Darstellende Kunst Frankfurt am Main in der Dirigierklasse von Jiří Stárek. Zudem besuchte er Meisterkurse bei Jorma Panula und Péter Eötvös. Weitere Dirigiererfahrung sammelte er vor Orchestern wie den Belgrader Philharmonikern, den Schlesischen Philharmonikern Kattowitz, dem Radio-Sinfonieorchester Beograd und dem Sinfonieorchester von Szombathely, Ungarn.
Während des Kosovo-Krieges 1998/1999 verlor seine Familie ihren persönlichen Besitz und wurde bedroht. Die Kriegsereignisse haben ihn nachhaltig seinen Wunsch geprägt, auch mit Hilfe von Musik eine völkerverbindende Botschaft zu verbreiten.

### Gründung und Leitung der Roma und Sinti Philharmoniker
Seit 2002 ist Riccardo M Sahiti künstlerischer Leiter und Dirigent der Roma und Sinti Philharmoniker. Ein Jahr zuvor hatte er den Philharmonischen Verein der Sinti und Roma Frankfurt am Main e.V. gegründet, dessen Vorsitzender und künstlerischer Leiter er bis heute ist. Die Roma und Sinti Philharmoniker sind Teil des Philharmonischen Vereins der Sinti und Roma. Im Jahr 2016 erhielt Riccardo M Sahiti vom damaligen Bundespräsidenten Joachim Gauck das Bundesverdienstkreuz für seine Arbeit mit den Roma und Sinti Philharmonikern. Die Stadt Frankfurt am Main zeichnete Sahiti 2017 als "Herausragende Persönlichkeit mit Migrationshintergrund" aus.
Die Roma und Sinti Philharmoniker bestehen aus professionellen Musikern mit Roma- und Sinto-Herkunft, die in verschiedenen Opern- und Sinfonieorchestern Europas engagiert sind. Am 3. November 2002 gaben die "Roma und Sinti Philharmoniker" im Clara-Schumann-Saal des Dr. Hoch’s Konservatorium in Frankfurt am Main ihr Gründungskonzert gemeinsam mit dem berühmten Roma-Geiger Roby Lakatos und seinem Ensemble.
Internationale Beachtung erlangte das Orchester 10 Jahre später mit der von Sahiti geleiteten Aufführung des "Requiem für Auschwitz", das der Schweizer Sinto Roger Moreno-Rathgeb 1998–2009 komponiert hatte. Die gewaltige Totenmesse mit Chor, vier Solisten, Orgel und Orchester wurde am 3. Mai 2012 in der Nieuwe Kerk Amsterdam uraufgeführt. Es folgten weitere Aufführungen im Prager Rudolfinum, im Palace of Arts Budapest, in der Berliner Philharmonie, in der Alten Oper Frankfurt, in der Paulskirche Frankfurt, im Staatstheater Wiesbaden, in der Frauenkirche Dresden, im Berliner Dom und in der Jagiellonen-Universität Krakau. Am 2. August 2019 gestalteten die Roma und Sinti Philharmoniker musikalisch am Mahnmal der ermordeten Sinti und Roma im ehemaligen Konzentrationslager Auschwitz-Birkenau die internationale Gedenkstunde in Erinnerung an den Völkermord vor 75 Jahren.
Das Dokumentations- und Kulturzentrum sowie der Zentralrat Deutscher Sinti und Roma in Heidelberg sind den Roma und Sinti Philharmonikern treu und eng verbunden, kooperieren mit ihnen und unterstützen ihre Arbeit nach Kräften. Romani Rose, Vorsitzender des Zentralrats Deutscher Sinti und Roma, gehört zu den wesentlichen Unterstützern des Orchesters. Gewichtige Förderung erfuhren die Musiker zudem durch öffentliche Stellen wie der Beauftragten der Bundesregierung für Kultur und Medien, von der EU, vom Auswärtigen Amt und von der Hessischen Landesregierung. Die Philharmoniker werden zudem von der Stadt Frankfurt am Main sowie dem Land Hessen institutionell gefördert. Dennoch sind die Roma und Sinti Philharmoniker nach wie vor für ihre groß dimensionierten Orchesterprojekte auf Förderer und Sponsoren angewiesen.
Die Kultursender arte/rbb widmeten Riccardo M Sahiti und den Roma und Sinti Philharmonikern eine 52-minütige Fernsehdokumentation mit dem Titel „Ein Dirigent und sein Traum – die Roma und Sinti Philharmoniker“. Autorin und Regisseurin der Dokumentation ist die Filmemacherin Margarete Kreuzer.

## Ehrungen
2016 wurde Riccardo M Sahiti von Bundespräsident Joachim Gauck für sein Wirken mit dem Verdienstkreuz am Bande ausgezeichnet. Die Stadt Frankfurt ehrte ihn im Folgejahr als "Herausragende Persönlichkeit mit Migrationshintergrund".

## Quelle und Weblinks
- Website der Roma und Sinti Philharmoniker: www.rsphil.com
- Ronny Blaschke: Musik gegen Klischees, in Süddeutsche Zeitung, 27. November 2012